# اتحادیه زنان ناسیونال سوسیالیست
اتحادیه زنان ناسیونال سوسیالیست (آلمانی: Nationalsozialistische Frauenschaft مخفف NS-Frauenschaft) شاخه زنان حزب نازی بود.این سازمان در اکتبر ۱۹۳۱ با تلفیقی از سازمان‌های ناسیونالیست و ناسیونال سوسیالیست زنان ایجاد شد.
از فوریه ۱۹۳۴ تا پایان جنگ جهانی دوم در سال ۱۹۴۵ و انحلال این سازمان، ریاست آن بر عهده گرترود شولتس کلینک، رهبر زنان رایش بود.این اتحادیه یک مجله هفتگی نیز داشت.
این سازمان تا سال ۱۹۳۸ نزدیک ۲ میلیون عضو داشت که ۴۰ درصد از جمعیت اعضای حزب را در آن زمان تشکیل می‌داد.